# 王德本
王德本，字宴亭，贵州石阡人，清朝政治人物、進士出身。

## 生平
嘉慶十年（1805年）乙丑科進士，二甲四十九名，改翰林院庶吉士。